# Joseph Artaud-Blanval
Pour les articles homonymes, voir Artaud.
Joseph-Annet Artaud de Blanval, dit Artaud-Blanval (écrit également Artauld-Blanval ou Arthaud-Blanval), né à Ambert le 22 février 1743, mort dans la même ville le 17 juin 1810, est un propriétaire, négociant et homme politique français.

## Biographie
Joseph Artaud de Blanval est le fils d'Antoine Artaud de Blanval, bourgeois d'Ambert, et de Louise Bouccheron.
Négociant à Clermont-Ferrand en 1789, maire d'Ambert, il devient l'un des chefs du parti révolutionnaire de cette ville. Le 7 septembre 1792, le Puy-de-Dôme l'élit député à la Convention nationale, où il siège sur les bancs de la Montagne et vote, lors du procès de Louis XVI, la mort sans sursis.
Le 22 vendémiaire an IV et le 23 germinal an VI, il est réélu au Conseil des Anciens, dont il devient secrétaire le 1er germinal an VI. Par la suite, le Directoire exécutif l'envoie en mission dans le Puy-de-Dôme. Ayant rejeté le coup d'État du 18 brumaire an VIII, il ne se consacre plus qu'aux activités commerciales.

## Sources
- Adolphe Robert, Gaston Cougny, Dictionnaire des parlementaires français de 1789 à 1889, Paris, Edgar Bourloton, 1889-1891, tome 1, p. 101.
- Jean-Baptiste Bouillet, Tablettes Historiques de l'Auvergne: comprenant les départements du Puy-de-Dôme, du Cantal, de la Haute-Loire, de l'Allier, Clermont-Ferrand, Imprimerie de Pérol, 1843, tome 4, p. 440 (rééd. Kessinger Publishing, LLC, 2010, 678 pages).